# Hydrotaea pellucens
Hydrotaea pellucens är en tvåvingeart som beskrevs av Josef Aloizievitsch Portschinsky 1879. Hydrotaea pellucens ingår i släktet Hydrotaea och familjen husflugor. Arten är reproducerande i Sverige. Inga underarter finns listade i Catalogue of Life.